# 冉有
冉 有（ぜん ゆう）は、孔門十哲の一人。

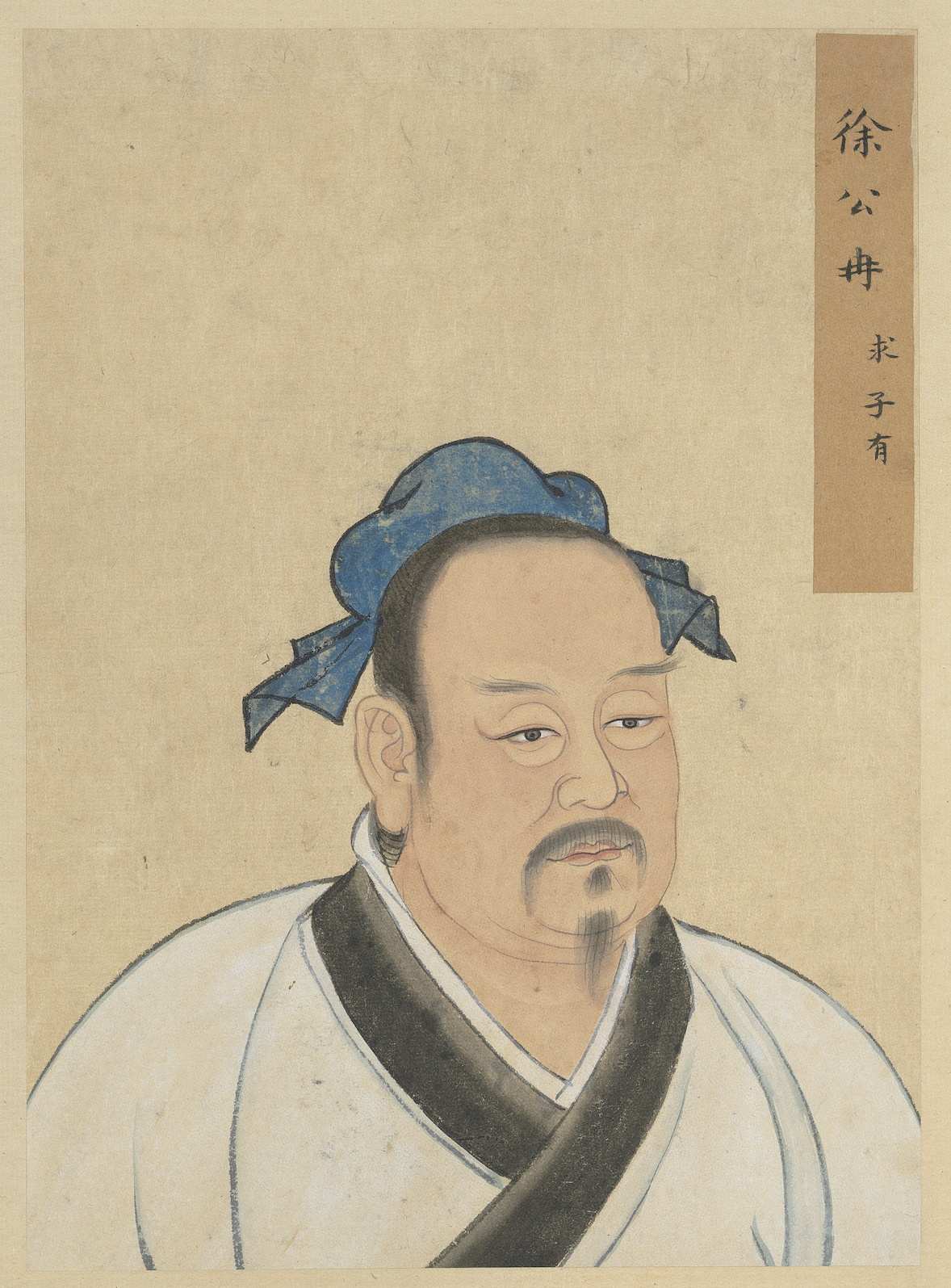
冉有

姓は冉、名は求、字は子有。行政手腕に優れ魯の季孫氏に用いられる。孔子からも政治の才能を認められ、大きな町や卿の家の長官として取り仕切ることができると評された。
一方、消極的な人柄であったと思しく、孔子から「聞くままに斯れこれを行え」と激励されている。
『論語』雍也篇および子路篇では「冉子」と呼ばれている。